# Mille Miglia 1931
La Mille Miglia 1931 è stata una corsa automobilistica di velocità su strada.
Disputata tra l'11 e il 12 aprile 1931 su un percorso stradale da Brescia a Roma e ritorno venne vinta da Rudolf Caracciola e Wilhelm Sebastian che coprirono l'intera distanza di 1639,7 km su una Mercedes-Benz SSKL in 16 ore 10 minuti 10 secondi alla velocità media di 101,147 chilometri orari. Questa fu la prima edizione della classica bresciana vinta da un equipaggio straniero su una macchina straniera.

## Categorie
Le vetture erano suddivise in classi in base alla cilindrata e inoltre vi era una classifica speciale per le vetture chiuse (guida interna) e per le vetture utilitarie. Si iscrissero e presero il via da Brescia 99 concorrenti e solo 59 di loro completarono il percorso, di cui 2 fuori tempo massimo.
| Sigla | Categoria               |
| ----- | ----------------------- |
| S 1.1 | Sport entro 1100 cm3    |
| S+1.1 | Sport oltre 1100 cm3    |
| VU    | Vetture utilitarie      |
| VGI   | Vetture a guida interna |

## Percorso
Rispetto al tracciato del 1930, si ha una variazione in provincia di Macerata: dopo Villa Potenza, infatti, si raggiunge Porto Recanati (in luogo di Loreto) e poi ci si dirige verso Ancona e si prosegue sullo stesso percorso del 1930.
Brescia — Cremona — San Giovanni in Croce — Casalmaggiore — Parma — Reggio Emilia — Modena — Bologna — Passo della Raticosa — Passo della Futa — Firenze — San Casciano in Val di Pesa — Poggibonsi — Siena — San Quirico d'Orcia — Radicofani — Bolsena — Viterbo — Monterosi — Madonna di Bracciano — Roma — Civita Castellana — Narni — Terni — Valico della Somma — Spoleto — Foligno — Perugia — Gubbio — Fossato di Vico — Fabriano — Castelraimondo — Tolentino — Macerata — Villa Potenza — Porto Recanati — Ancona — Senigallia — Fano — Pesaro — Rimini — Cesena — Forlì — Faenza — Imola — Bologna — Ferrara — Rovigo — Monselice — Padova — Noale — Treviso — Cornuda — Feltre — Primolano — Bassano — Marostica — Vicenza — Lonigo — Verona — Peschiera del Garda — Desenzano del Garda — Brescia.
Così modificato il tracciato raggiunse una distanza complessiva di 1635,500 km; 3,500 in meno rispetto all'anno precedente.

## Gara

### Resoconto
La gara del 1931 si preannunciava molto interessante, sia perché nel 1930 la media oraria aveva superato i 100 km/h, sia perché l'Alfa Romeo avrebbe fatto debuttatare le nuove Alfa Romeo 8C 2300 affidate al campione in carica Tazio Nuvolari, con Giovanni Battista Guidotti, e a Luigi Arcangeli, con Pietro Bonini. La casa iscrisse anche una coppia di 6C 1750 GT con carrozzeria berlinetta in Weymann realizzate dalla carrozzeria Touring che correvano tra le vetture a guida interna affidate a Franco Cortese - G. Balestrieri e Carlo Gazzabini - Angelo Guatta.
Sempre su delle Alfa Romeo 6C 1750 ma GS spider realizzate da Zagato correvano per la Scuderia Ferrari altri equipaggi molto validi come Umberto Klinger - Saccomanni, Luigi Scarfiotti - Piero Bucci, Mario Tadini - Carlo Canavesi, Giuseppe Boni - Francesco Severi e Mario Umberto Baconin Borzacchini - Eugenio Siena. Per il due volte vincitore della Mille Miglia Giuseppe Campari, in coppia con Attilio Marinoni, venne preparata una speciale Alfa Romeo 6C 1750 GS Testa Fissa spider Zagato. Inoltre la scuderia modenese schierava nella classe inferiore anche le Alfa Romeo 6C 1500 SS Spider Zagato per i veloci fratelli Caniato, Alfredo con Carlo Sozzi e Augusto con Gustavo Carraroli.

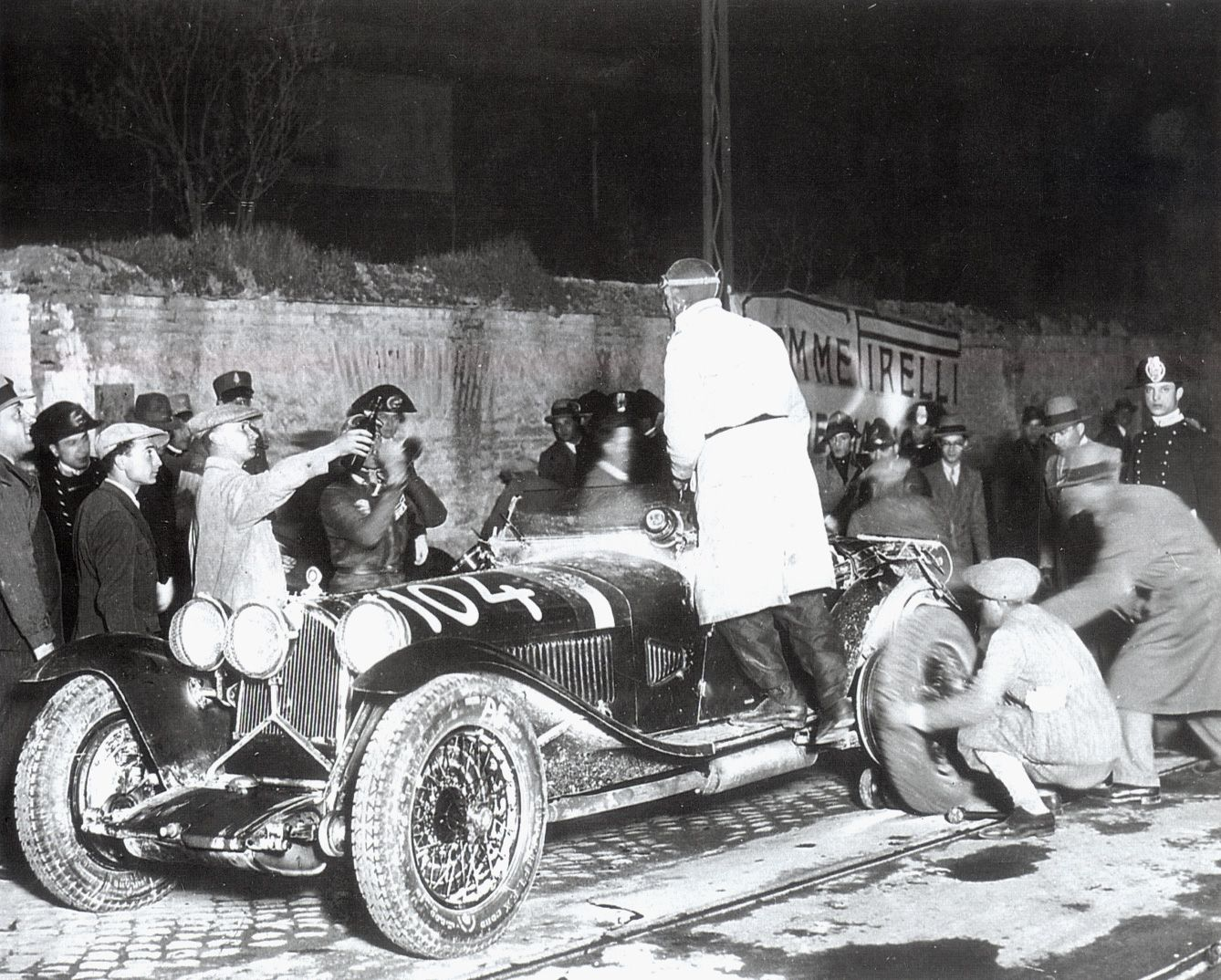
L'Alfa Romeo 8C 2300 corto Spider Zagato di Tazio Nuvolari e Giovanni Battista Guidotti ad uno degli innumerevoli cambi gomme

Dopo l'esperienza positiva dell'anno precedente, ritornava in Italia la Mercedes-Benz con una squadra semiufficiale. In origine la Mercedes-Benz avrebbe dovuto partecipare con una squadra ufficiale di tre nuove Mercedes-Benz SSKL (Super Sport Kurz Leicht) ma a causa della crisi del 1929 la casa si ritirò ufficialmente dalle competizioni e l'ex direttore sportivo Alfred Neubauer organizzò una spedizione semiufficiale con una sola SSKL per Rudolf Caracciola, prestato loro proprio dall'Alfa Romeo, che lo aveva sotto contratto per il 1931 ma non aveva una vettura per lui, e Wilhelm Sebastian, e una "vecchia" SSK per Antonio Maino ed Ermenegildo Strazza.
Nella massima classe si presentarono anche i bresciani Giuseppe Morandi - Archimede Rosa su una OM 665 "Superba" SSMM Spider evoluta al massimo, Achille Varzi su una Bugatti Type 50, Maria Antonietta Avanzo e Carlo Castelbarco su una Bugatti Type 43, Mateiko - Franz su una Hispano-Suiza HB6, Piero Taruffi, al debutto nella corsa, su una Itala 61 e la coppia Giacosa - Storari su una Lancia Lambda accorciata e dotata del motore 8 cilindri di una Dilambda.
Per la prima volta dal 1927 scendeva in campo una squadra inglese, la Austin con una "Seven" affidata al pilota ufficiale Goodacre, tra le vetture fino a 1.1 litri di cilindrata, insieme a due Maserati 26 C 1100 per Giuseppe Tuffanelli - Guerino Bertocchi e Corsi - Barsotti; ed a diversi esemplari di Fiat 509S preparate. Tra le vetture utilitarie invece furono iscritte molte Fiat 514 MM più o meno elaborate e Bianchi S5 torpedo.
La gara prese il via da Brescia sotto un cielo sereno all'una del pomeriggio e già a Bologna il ritmo si dimostrò tiratissimo con la Mercedes di Caracciola in testa, seguita a sette minuti dalla OM di Morandi e Rosa, dalle due Alfa Romeo 6C 1750 di Campari e Baconin Borzacchini, seguiti a breve dalla nuova 8C 2300 di Nuvolari, notevolmente attardata da un problema alle gomme che gli impedirà di competere adeguatamente con Caracciola. La Bugatti di Varzi e le Mercedes-Benz SSK di Strazza si erano già ritirate.

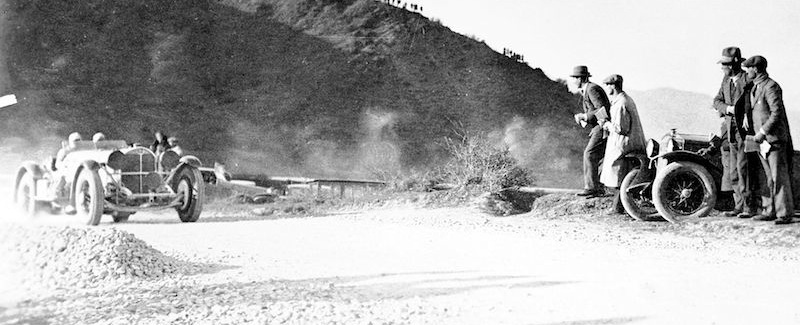
La Mercedes-Benz SSKL di Rudolf Caracciola e Wilhelm Sebastian valica il Passo della Raticosa

Nonostante i gravi problemi di gomme alla sua Alfa Romeo 8C 2300 Tazio Nuvolari guadagna la testa della gara scalando i passi appenninici e attraversando la Toscana. Al giro di boa di Roma la classifica vede primi Nuvolari - Guidotti seguiti a due minuti da Caracciola - Sebastian su Mercedes-Benz, Campari - Marinoni e Borzacchini - Siena, entrambi su Alfa Romeo 6C 1750, e Luigi Arcangeli, sulla seconda delle due 8C 2300 iscritte.
Durante la risalita verso Brescia, sulle strade "di casa" tra Narni e Terni, Borzacchini sulla sua 6C 1750 rimonta e raggiunge il primo posto, superando Nuvolari, sempre alle prese con cambi gomme straordinari e problemi tecnici, con ben 18 minuti di vantaggio sulla Mercedes di Caracciola, attardato dalla rottura dello scarico e da noie all'acceleratore. Ad Ancona conducono invece Campari - Marinoni, seguiti da Borzacchini e da Arcangeli, entrambi a 4 minuti, da Caracciola a 7 minuti e dalla OM di Morandi - Rosa a 11 minuti.
A quel punto Caracciola comincia a rimontare, favorito da tratti più veloci e congeniali alla sua macchina; a Bologna tuttavia è primo Arcangeli, che lo precede di 8 minuti con la nuova 8C 2300, ma sulle strade del Veneto, dove Arcangeli si ritira, Caracciola consolida la sua vittoria stabilendo una nuova media oraria record a 101.447 chilometri orari nonostante una foratura nel tratto finale, nei pressi di Desenzano del Garda.

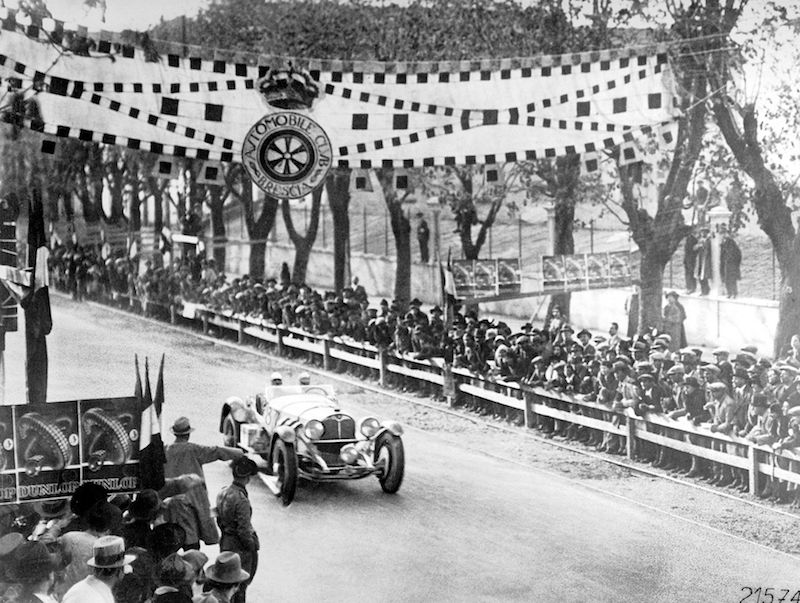
La Mercedes-Benz SSKL di Rudolf Caracciola e Wilhelm Sebastian taglia il traguardo vittoriosa a Brescia

Dopo 1635,5 km di gara la Mercedes-Benz SSKL semiufficiale di Rudolf Caracciola e Wilhelm Sebastian tagliò il traguardo a Brescia dopo 16 ore 10 minuti 10 secondi seguita dall'Alfa Romeo 6C 1750 GS Testa Fissa Spider Zagato della Scuderia Ferrari di Giuseppe Campari e Attilio Marinoni, dalla OM 665 "Superba" SSMM di Giuseppe Morandi e Archimede Rosa, autori di una rimonta nell'ultima parte della gara, seguiti da ben quattro Alfa Romeo 6C 1750 GS Spider Zagato  della Scuderia Ferrari affidate a Kliger - Saccomanni, ai fratelli Geraldi, Scarfiotti - Bucci e Tadini - Canavesi.
All'8º posto assoluto, e prima fra le vetture a guida interna, si piazzò l'Alfa Romeo 6C 1750 GT Berlinetta Touring di Carlo Gazzabini - Angelo Guatta, e al 9° l'Alfa Romeo 8C 2300 Spider Zagato di Tazio Nuvolari e Giovanni Battista Guidotti, attardati da problemi alle gomme e da piccoli incidenti.
Giunta al 22º posto assoluto vinse la propria classe la Maserati 26 C 1100 di Giuseppe Tuffanelli e Guerino Bertocchi davanti a molte Fiat 509 mentre tra le vetture utilitarie la più veloce fu la Fiat 514 MM di Di Liddo e Riccieri, che raggiungendo il 23º posto assoluto riuscirono a battere molte altre vetture simili.

### Risultati
| Pos. | N°  | Equipaggio                                 | Vettura                                  | Scuderia            | Tempo/Ritiro | Categoria |
| ---- | --- | ------------------------------------------ | ---------------------------------------- | ------------------- | ------------ | --------- |
| 1    | 87  | Rudolf Caracciola Wilhelm Sebastian        | Mercedes-Benz SSKL                       |                     | 16h10'10"0   | S +1.1    |
| 2    | 86  | Giuseppe Campari Attilio Marinoni          | Alfa Romeo 6C 1750 GS tf Spider Zagato   | Scuderia Ferrari    | 16h21'17"0   | S +1.1    |
| 3    | 102 | Giuseppe Morandi Archimede Rosa            | OM 665 "Superba" SSMM Spider             |                     | 16h28'35"0   | S +1.1    |
| 4    | 111 | Umberto Klinger T. Saccomandi              | Alfa Romeo 6C 1750 GS Spider Zagato      | Scuderia Ferrari    | 17h07'57"8   | S +1.1    |
| 5    | 140 | A. Gerardi Aur. Gerardi                    | Alfa Romeo 6C 1750 GS Spider Zagato      | Scuderia Ferrari    | 17h08'06"2   | S +1.1    |
| 6    | 117 | Luigi Scarfiotti Piero Bucci               | Alfa Romeo 6C 1750 GS Spider Zagato      | Scuderia Ferrari    | 17h27'36"4   | S +1.1    |
| 7    | 150 | Mario Tadini Carlo Canavesi                | Alfa Romeo 6C 1750 GS Spider Zagato      | Scuderia Ferrari    | 17h39'50"0   | S +1.1    |
| 8    | 70  | Carlo Gazzabini Angelo Guatta              | Alfa Romeo 6C 1750 GT Berlinetta Touring | Alfa Romeo          | 17h47'08"0   | VGI       |
| 9    | 104 | Tazio Nuvolari Battista Guidotti           | Alfa Romeo 8C 2300 corto Spider Zagato   | Alfa Romeo          | 17h48'25"6   | S +1.1    |
| 10   | 134 | Giovanni Maria Cornaggia Medici E. Premoli | Alfa Romeo 6C 1750 GS                    |                     | 17h48'50"0   | S +1.1    |
| 11   | 141 | Giuseppe Boni Francesco Severi             | Alfa Romeo 6C 1750 GS Spider Zagato      | Scuderia Ferrari    | 17h49'50"0   | S +1.1    |
| 12   | 71  | Franco Cortese G. Balestrieri              | Alfa Romeo 6C 1750 GT Berlinetta Touring | Alfa Romeo          | 17h59'01"0   | VGI       |
| 13   | 151 | G. Rusca Giovanni Minozzi                  | Alfa Romeo 6C 1750 GS                    |                     | 17h59'29"0   | S +1.1    |
| 14   | 132 | Alfredo Caniato Carlo Sozzi                | Alfa Romeo 6C 1500 SS Spider Zagato      | Scuderia Ferrari    | 18h30'34"0   | S +1.1    |
| 15   | 147 | A. Facchetti Z. Maffezzoni                 | Itala Tipo 65                            |                     | 19h02'23"6   | S +1.1    |
| 16   | 114 | G. Zaccarini M. Cicognani                  | OM 665 "Superba" SSMM                    |                     | 19h14'44"0   | S +1.1    |
| 17   | 107 | V. Cobianchi « Pagani »                    | Alfa Romeo 6C 1750 GS                    |                     | 19h17"47'0   | S +1.1    |
| 18   | 123 | Giuseppe Gilera Sebastiano Manzoni         | Fiat 525 SS                              |                     | 19h28'29"4   | S +1.1    |
| 19   | 103 | F. Gatti G. Crivelli                       | Alfa Romeo 6C 1500 SS                    |                     | 19h32'02"0   | S +1.1    |
| 20   | 78  | S. Casalini A.Consonno                     | Alfa Romeo 6C 1500 SS                    |                     | 19h40'22"0   | S +1.1    |
| 21   | 81  | Emilio Giacosa G. Storari                  | Lancia Dilambda                          |                     | 19h42'51"0   | S +1.1    |
| 22   | 52  | Giuseppe Tuffanelli Guerino Bertocchi      | Maserati Tipo 26 C 1100                  | Giuseppe Tuffanelli | 19h48'40"0   | S 1.1     |
| 23   | 1   | Di Liddo C. Ricceri                        | Fiat 514 MM Spider                       |                     | 20h12'18"4   | VU        |
| 24   | 109 | Giovanni Restelli G. Pieri                 | Alfa Romeo 6C 1500 SS                    |                     | 20h15'50"4   | S +1.1    |
| 25   | 80  | « Pellizzari » C. Adorno                   | Fiat 525 SS                              |                     | 20h33'52"6   | S +1.1    |
| 26   | 83  | M. Bruno A. Rabbi                          | Alfa Romeo 6C 1750 GS                    |                     | 20h35'46"4   | S +1.1    |
| 27   | 84  | C. Carini B. Scesa                         | Lancia Lambda                            |                     | 20h37'50"0   | S +1.1    |
| 28   | 36  | Bartolo Ferrari « Bertasio »               | Fiat 514                                 |                     | 20h41'07"0   | VU        |
| 29   | 6   | E. Biagioni R. Biagioni                    | Fiat 514                                 |                     | 20h43'27"0   | VU        |
| 30   | 69  | A. Kechler L. Venturi                      | Alfa Romeo 6C 1750 S Cabriolet           |                     | 20h46'50"2   | VGI       |
| 31   | 9   | G. Mignini A. Mantovani                    | Fiat 514                                 |                     | 20h46'55"0   | VU        |
| 32   | 23  | P. Lamberti « Bartoli »                    | Fiat 514                                 |                     | 21h22'16"0   | VU        |
| 33   | 66  | G. Rognoni Aurelio Lorenzetti              | Graham-Paige                             |                     | 21h34'18"0   | VGI       |
| 34   | 50  | F. Trevisan Charles Goodacre               | Austin Seven                             |                     | 21h34'34"2   | S 1.1     |
| 35   | 5   | P. Moalli « Boepletz »                     | Fiat 514                                 |                     | 21h39'36"0   | VU        |
| 36   | 3   | A. Cagna « Cellini »                       | Fiat 514                                 |                     | 21h54'42"4   | VU        |
| 37   | 108 | « Zamorani » « Colla »                     | OM 665 "Superba" SSMM                    |                     | 21h57'03"8   | S +1.1    |
| 38   | 21  | G. Ramella V. Campigli                     | Fiat 514                                 |                     | 21h57'45"4   | VU        |
| 39   | 139 | Mario Coda O. Caligaris                    | Lancia Lambda                            |                     | 22h24'16"0   | S +1.1    |
| 40   | 148 | A. Brambilla E. Casella                    | Alfa Romeo 6C 1500 S Torpedo             |                     | 22h31'11"0   | S +1.1    |
| 41   | 34  | Francesco Apruzzi G. Marino                | Fiat 514                                 |                     | 22h32'24"0   | VU        |
| 42   | 124 | A. Romoli A. Mancini                       | Fiat 514 MM Spider                       |                     | 22h43'06"8   | S +1.1    |
| 43   | 29  | L. Olimpico « Calderato »                  | Bianchi S5 torpedo                       |                     | 22h44'16"0   | VU        |
| 44   | 149 | C. Brughera M. Cipelli                     | Itala 61                                 |                     | 22h47'00"0   | S +1.1    |
| 45   | 76  | E. Mosti Alb. Pellerano                    | Alfa Romeo 6C 1750 GS                    |                     | 22h53'50"0   | S +1.1    |
| 46   | 39  | S. Carnevalli « Conconi »                  | Amilcar CGSs                             |                     | 23h07'02"2   | S 1.1     |
| 47   | 2   | C. Forni Aldo Crosti                       | Fiat 514                                 |                     | 23h08'33"8   | VU        |
| 48   | 10  | L. Pini O. Lufrani                         | Bianchi S5 torpedo                       |                     | 23h33'24"0   | VU        |
| 49   | 20  | C. Mazza A. Lamperti                       | Fiat 514                                 |                     | 23h55'27"0   | VU        |
| 50   | 33  | « Spallanzani » Enzo Crotti                | Fiat 514                                 |                     | 23h56'18"0   | VU        |
| 51   | 116 | « Terni » « Petri »                        | Fiat 514 MM                              |                     | 24h21'00"0   | S +1.1    |
| 52   | 32  | A. Pellini « Letteri »                     | Bianchi S5 torpedo                       |                     | 24h21'59"4   | VU        |
| 53   | 16  | « Bagnalasta » O. Braga                    | Fiat 514                                 |                     | 24h44'00"0   | VU        |
| 54   | 73  | « "Frate Ignoto" » M. Francani             | Fiat 525 S berlina                       |                     | 24h52'00"0   | VGI       |
| 55   | 31  | G. Gambirasio F. Mazza                     | Fiat 514                                 |                     | 25h38'00"0   | VU        |
| 56   | 75  | Guerrino Faccioni P. Consonni              | Fiat 525 S berlina                       |                     | 25h41'00"0   | VGI       |
| 57   | 44  | M. Basagni « Scatragli »                   | Fiat 509 S                               |                     | 27h47'00"0   | S 1.1     |
| NC   | 68  | « Comini » A. Morasutto                    | Ford Model A                             |                     |              | VGI       |
| NC   | 72  | C. Gentili « Margherini »                  | OM 665 "Superba" S                       |                     |              | VGI       |
| Rit. | 4   | « Mellei » « Balma »                       | Fiat 514                                 |                     |              | VU        |
| Rit. | 7   | G. Giordano « Proietto »                   | Fiat 514                                 |                     |              | VU        |
| Rit. | 12  | « Grasselli » G. Ciriaci                   | Fiat 514                                 |                     |              | VU        |
| Rit. | 14  | Franco Spotorno G. Stazi                   | Fiat 514 MM                              |                     |              | VU        |
| Rit. | 18  | « Ventrice » « Sabatini »                  | Bianchi S5 torpedo                       |                     |              | VU        |
| Rit. | 19  | R. Monaco « Bertolotti »                   | Fiat 514                                 |                     |              | VU        |
| Rit. | 27  | C. Cappelli « Cantu »                      | Fiat 514                                 |                     |              | VU        |
| Rit. | 37  | B. Ghiringhelli L. Grassi                  | Fiat 509                                 |                     |              | S 1.1     |
| Rit. | 41  | R. Tinarelli Gian Paolo Volpini            | Peugeot 5 HP MM                          |                     |              | S 1.1     |
| Rit. | 43  | S. Tibida F. Porticelli                    | Fiat 509                                 |                     |              | S 1.1     |
| Rit. | 45  | Emilio Romano « Pirlo »                    | Bugatti Type 37 Modifiée 1100            |                     |              | S 1.1     |
| Rit. | 46  | A. Scalmana Roberto Serboli                | Fiat 509                                 |                     |              | S 1.1     |
| Rit. | 47  | « Barbareschi » E. Bolognesi               | Fiat 509                                 |                     |              | S 1.1     |
| Rit. | 48  | Catullo Lami « Gazzella »                  | Fiat 509                                 |                     |              | S 1.1     |
| Rit. | 49  | C. Savelli C. Nardi                        | Fiat 509                                 |                     |              | S 1.1     |
| Rit. | 56  | E. Cioni « Polidori »                      | Fiat 509                                 |                     |              | S 1.1     |
| Rit. | 58  | A. Attili T. Pacini                        | Amilcar CGSs                             |                     |              | S 1.1     |
| Rit. | 62  | Secondo Corsi G. Barsotti                  | Maserati Tipo 26 C 1100                  |                     |              | S 1.1     |
| Rit. | 65  | Arcangelo Periccioli « Gambicorti »        | Fiat 509                                 |                     |              | S 1.1     |
| Rit. | 79  | Maria Antonietta Avanzo Carlo Castelbarco  | Bugatti Tipo 43                          |                     |              | S +1.1    |
| Rit. | 82  | « Passerone » R. Acattino                  | Alfa Romeo 6C 1750 GS                    |                     |              | S +1.1    |
| Rit. | 88  | S. Savoini M. Conte                        | OM 665 "Superba" SSMM                    |                     |              | S +1.1    |
| Rit. | 89  | Luigi Arcangeli Pietro Bonini              | Alfa Romeo 8C 2300 corto Spider Zagato   | Alfa Romeo          | Incidente    | S +1.1    |
| Rit. | 90  | Francesco Matrullo Piero Taruffi           | Itala 61                                 |                     |              | S +1.1    |
| Rit. | 91  | G. Bellingeri Angelo Bassi                 | Itala 65                                 |                     |              | S +1.1    |
| Rit. | 93  | « Pozzati »                                | OM 665 "Superba" SSMM                    |                     |              | S +1.1    |
| Rit. | 94  | Giorgio Ambrosini D. Menchetti             | Fiat 514 "Supercompressa Siata"          |                     |              | S +1.1    |
| Rit. | 97  | O. Peverelli A. Stucchi                    | Alfa Romeo 6C 1750 GS Spider Zagato      |                     |              | S +1.1    |
| Rit. | 99  | C. Poilucci Emilio Richetti                | Alfa Romeo 6C 1750 GS Spider Zagato      |                     |              | S +1.1    |
| Rit. | 101 | Giuseppe De Laurentis Giulio Foresti       | Alfa Romeo 6C 1750 GS                    |                     |              | S +1.1    |
| Rit. | 105 | Antonio Maino Ermenegildo Strazza          | Mercedes-Benz SSK                        |                     |              | S +1.1    |
| Rit. | 106 | Baconin Borzacchini Eugenio Siena          | Alfa Romeo 6C 1750 GS Spider Zagato      | Scuderia Ferrari    |              | S +1.1    |
| Rit. | 115 | « Matteiko » « Franz »                     | Hispano-Suiza HB6                        |                     |              | S +1.1    |
| Rit. | 118 | Gennaro Auricchio « Scotti »               | Fiat 514 MM Spider                       |                     |              | S +1.1    |
| Rit. | 121 | L. Catalani A. Pollini                     | Alfa Romeo 6C 1500 SS                    |                     |              | S +1.1    |
| Rit. | 128 | Augusto Caniato Guglielmo Carraroli        | Alfa Romeo 6C 1500 SS Spider Zagato      | Scuderia Ferrari    |              | S +1.1    |
| Rit. | 131 | M. Ferraguti « Femminini »                 | Alfa Romeo 6C 1750 GS                    |                     |              | S +1.1    |
| Rit. | 135 | Achille Varzi                              | Bugatti Tipo 50                          |                     |              | S +1.1    |
| Rit. | 138 | « Chiasserini » « Paolillo »               | Fiat 514 MM Spider                       |                     |              | S +1.1    |
| Rit. | 146 | Giovanni Battista Santinelli Umberto Berti | Alfa Romeo 6C 1750                       |                     |              | S +1.1    |
| NP   |     | Federico Caflisch                          | Mercedes-Benz SSK                        | Mercedes-Benz       |              | S +1.1    |
| NP   |     | Carlo Maria Pintacuda                      | Mercedes-Benz SSK                        | Mercedes-Benz       |              | S +1.1    |
| NP   |     | Hans Stuck                                 | Mercedes-Benz SSK                        | Mercedes-Benz       |              | S +1.1    |